# Janne Haaland Matlary
Janne Haaland Matláry, född den 27 april 1957, är en norsk statsvetare, skribent och kristdemokratisk/konservativ politiker. Matláry växte upp i Mandal, i södra Norge och studerade vid Universitetet i Oslo. 1994 tog hon ut sin examen i statsvetenskap. För närvarande är hon professor i internationell politik vid Universitetet i Oslo. Specialområden är energipolitik, säkerhetspolitik och mänskliga rättigheter.